# Formelle und reelle Subsumtion
Mit der Unterscheidung zwischen formeller und reeller Subsumtion der Arbeit unter das Kapital verweist Karl Marx in seiner Kritik der politischen Ökonomie darauf, dass der konkrete Arbeitsprozess durch das Kapitalverhältnis fortlaufend verändert wird.
Subsumtion meint dabei, dass die Arbeit oder der Arbeitsprozess dem Zweck des Kapitals untergeordnet wird.
Formelle Subsumtion bedeutet, dass zunächst nicht unter dem Kapitalverhältnis stattfindende Arbeitstätigkeiten diesem untergeordnet werden, ohne aber die Tätigkeit selbst substantiell zu ändern. Dabei können sich allerdings die Intensität, die Kontinuität und Ordnungsmäßigkeit der Arbeit ändern. Mit der historischen Genese der kapitalistischen Ökonomie wurden beispielsweise die Produktionsmittel den Produzenten enteignet und die Arbeiter wurden zu Lohnarbeitern. Formell ist die Arbeit also, „weil der Arbeiter statt für sich für einen Kapitalisten arbeitet, ohne dass dadurch die Produktionsweise verändert wird.“ Die Mehrwertproduktion lässt sich dabei nur über die Verlängerung des Arbeitstages steigern.
Aufbauend auf der formellen setzt die reelle Subsumtion ein. Diese verändert die Arbeitstätigkeit und die Produktionsmittel so, dass sie den Verwertungsprinzipien des Kapitals entsprechend am besten genutzt werden, „durch die Cooperation, die Theilung der Arbeit innerhalb des Ateliers, die Anwendung der Maschinerie, und überhaupt die Verwandlung des Productionsprocesses in bewusste Anwendung der Naturwissenschaft, Mechanik, Chemie etc., für bestimmte Zwecke, Technologie u.s.w.“
Die reelle Subsumtion wird nach Marx vor allem durch die Produktion eines relativen Mehrwerts intendiert, der von der staatlichen Begrenzung des Arbeitstages weitestgehend unberührt bleibt. Die reelle Subsumtion hat einen Disziplinierungsprozess der Arbeit zur Folge, mit dem Effekt, dass „die Regelmäßigkeit, Gleichförmigkeit, Ordnung, Kontinuität und Energie der Arbeit wundervoll erhöht“ werde.
Die formelle Subsumtion geht der reellen Subsumtion voraus und ist laut Marx „die allgemeine Form alles capitalistischen Productionsprocesses; es ist aber zugleich eine besondere Form neben der entwickelten spezifisch-capitalistischen Productionsweise, weil die leztre die erstre, die erstre aber keineswegs nothwendig die letztre involvirt.“ Die formelle und die reelle Subsumtion bleibt aber nicht auf die historische Genese der kapitalistischen Ökonomie beschränkt, sondern stellt vielmehr ein überdauerndes Merkmal kapitalistischer Produktionsweise dar. Die formelle Subsumtion wird überall dort sichtbar, wo Tätigkeitsfelder in der Gesellschaft, die unabhängig vom Kapitalverhältnis funktionieren, diesem einverleibt werden. Die reelle Subsumtion bleibt aber nicht auf neu integrierte Tätigkeitsfelder beschränkt, sondern stellt einen, durch die relative Mehrwertproduktion intendierten, fortlaufenden Veränderungsprozess aller subsumierten Arbeitsfelder dar. Marx stellt fest: „Die Produktion des relativen Mehrwerts revolutioniert durch und durch die technischen Prozesse der Arbeit und die gesellschaftlichen Gruppierungen“.